# 이언 키스

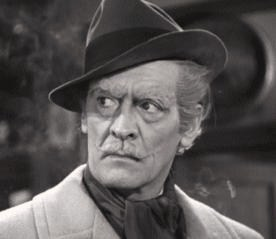

이언 키스(영어: Ian Keith, 1899년 2월 27일 ~ 1960년 3월 26일)는 미국의 배우이다.
보스턴에서 태어났으며 뉴욕에서 사망하였다. 사인은 심근 경색이다.

## 영화
- 홀비시티 시즌1 (1999년)
- 하트비트 (1992년)
- 캐주얼티 (1986년)
- 더 빌 (1984년)
- 십계 (1956년)
- 놈은 바닷속으로부터 왔다 (1955년)
- 삼총사 (1948년)
- 딕 트레이시의 딜레마 (1947년)
- 악몽의 골목 (1947년)
- 딕 트레이시 대 큐볼 (1946년)
- 낯선 여인 (1946년)
- 스페니쉬 메인 (1945년)
- 5개의 무덤 (1943년)
- 코멧 오버 브로드웨이 (1938년)
- 해적 (1938년)
- 메리 오브 스코틀랜드 (1936년)
- 십자군 (1935년)
- 클레오파트라 (1934년)
- 퀸 크리스티나 (1933년)
- 더 그레이트 디바이드 (1929년)
- 정염의 미녀 (1929년)
- 미인국 2인 행각 (1927년)